# San Luis Somos Todos/Saison 2013
Dieser Artikel listet Erfolge und Fahrer des Radsportteams San Luis Somos Todos in der Saison 2013 auf.

## Erfolge in der UCI America Tour
In den Rennen der Saison 2013 der UCI America Tour gelangen die nachstehenden Erfolge.
| Datum          | Rennen                                            | Kat. | Fahrer                |
| -------------- | ------------------------------------------------- | ---- | --------------------- |
| 25. Januar     | 5. Etappe Tour de San Luis                        | 2.1  | Emanuel Guevara       |
| 21.–27. Januar | Gesamtwertung Tour de San Luis                    | 2.1  | Daniel Díaz           |
| 16. März       | Argentinische Meisterschaft – Einzelzeitfahren    | CN   | Leandro Messineo      |
| 17. März       | Argentinische Meisterschaft – Straßenrennen (U23) | CN   | Cristian Martínez     |
| 3. November    | 3. Etappe Vuelta a Bolivia                        | 2.2  | Mannschaftszeitfahren |
| 4. November    | 4. Etappe Vuelta a Bolivia                        | 2.2  | Jorge Giacinti        |

## Zugänge – Abgänge
| Zugänge                    | Team 2012 | Abgänge | Team 2013 |
| -------------------------- | --------- | ------- | --------- |
| Sergio Godoy               | Neoprofi  |         |           |
| Gabriel Juárez (ab 01.06.) | Neoprofi  |         |           |
| Alfredo Lucero (ab 01.06.) | Neoprofi  |         |           |

## Mannschaft
| Name              | Geburtstag         | Nationalität |
| ----------------- | ------------------ | ------------ |
| Maximiliano Badde | 19. März 1983      | Argentinien  |
| Claudio Claveles  | 12. Oktober 1971   | Argentinien  |
| Daniel Díaz       | 7. Juli 1989       | Argentinien  |
| Jorge Giacinti    | 21. Juni 1974      | Argentinien  |
| Sergio Godoy      | 7. Juli 1988       | Argentinien  |
| Emanuel Guevara   | 7. Februar 1989    | Argentinien  |
| Gabriel Juárez    | 7. Dezember 1990   | Argentinien  |
| Alfredo Lucero    | 8. Februar 1979    | Argentinien  |
| Juan Ariel Lucero | 16. Dezember 1976  | Argentinien  |
| Cristian Martínez | 26. September 1991 | Argentinien  |
| Leandro Messineo  | 13. September 1979 | Argentinien  |
| Fernando Murgo    | 17. Februar 1987   | Argentinien  |
| Mauricio Quiroga  | 13. März 1992      | Argentinien  |
| Andrei Sartassow  | 10. November 1975  | Russland     |
| Leonardo Sosa     | 29. Mai 1992       | Argentinien  |
| Fabian Velázquez  | 21. Mai 1990       | Argentinien  |